# Juttertje Tim
Juttertje Tim is een Nederlandstalige jeugdroman, geschreven door Paul Biegel en uitgegeven in 1991 bij Uitgeverij Holland, nadat het eerst als feuilleton wekelijks in het tijdschrift Donald Duck was verschenen. De eerste editie van het boek, dat datzelfde jaar een eervolle vermelding kreeg van de Nederlandse Kinderjury in de categorie 6 tot 9 jaar, werd geïllustreerd door Carl Hollander. Het werk werd in 1994 door Ariette Busck als Tim magiske kikkert in het Deens vertaald.

## Inhoud
Tim is afkomstig uit een familie van zeelieden, maar durft als enige niet de zee op. Wanneer op zijn twaalfde zijn moeder de laatste in het gezin is die het ruime sop kiest, blijft hij alleen achter in het grote huis aan het strand. Elke dag gaat hij daar op zoek naar aangespoelde voorwerpen, daarbij geholpen door enkele vrienden. Gezamenlijk beleven ze meerdere avonturen.